# Волчко Преслужич
Волчко Преслужич (гербу Абданк із відміною; пом. після 1419) — впливовий галицький боярин початку XV століття, засновник Рогатина.

## Біографія
Походження та батьки Волчка невідомі, хоча висловлювали припущення, що він міг бути нащадком або родичем руського старости Дмитра Детька, або навіть останніх Романовичів.
Титулувався за зразком польських королів та галицького намісника Владислава Опольчика, як пан та дідич на Рогатині (Wolczko Presszlussicz dominy et heres de Rohatyn).
Вперше згаданий поряд з іншими боярами Руського воєводства серед членів суду, який відбувався поміж польським королем Владиславом II Ягайлом та шляхтянкою Єлизаветою (Ядвігою) Пілецькою в Медиці, що біля Перемишля.
У 1415—1419 роках заснував на місці села Філіповичі (Philippowicze) місто Рогатин (до цього розташовувалося на горі біля сучасного села Підгороддя). Разом із тим Волчко надав Рогатину магдебурзьке право, а також герб, на якому була зображена латинська літера «R» та оленячий ріг.
Відома печатка Волчка Преслужича, вона має незвично великий діаметр — 43 мм, на той час радше притаманний князівським та державним печаткам. Герб Волчка має вигляд латинської літери «W», що зближує його з династичними тризубами Рюриковичів.
Дружина Волчка невідома. Його син, Івашко Богдан Рогатинський, брав участь у Луцькій війні 1431—1432 рр. на стороні великого князя литовського й руського Свидригайла, через що втратив родові володіння на Галичині та переселився на Волинь.